# 供应链管理
供应链管理（英語：Supply Chain Management，簡稱SCM）在1985年由美國管理學家迈克尔·波特提出，有多种不同的定义。
供应链管理作为一个策略概念，以相应的信息系统電腦管理技术，将从原料材料采购直到销售给最终客户民眾的全部企业活动集成在一个无缝接續流程中。
供应链管理包括了对物料（产品）流动，信息流动，和资金流动的管理，是企业运营管理中的重要组成成分。供应链管理一般包括：采购、制造、物流和供应链计划，以及相关的信息分析与财务管理。经济全球化的大背景扩充了供应链管理内容和范围：国际物流（Global Logistics），生产外包（Outsourcing），战略采购（Strategic Sourcing），供应链协作（CPFR、S&OP）等得到了较大发展。而供应链管理也不再是只关注于企业内部的运营，而是整个产业和价值链条在全球市场上的运作，以及相关的风险管理（Risk Management）和可持续性（Sustainability）。

## 原因
长鞭效应是一種在需求預測驅動的銷售通路中被觀察到的現象，儘管特定產品的顧客需求變動不大，但這些商品的庫存和延期交貨波動幅度卻相當大。
是把整個供應鏈視為一條長鞭，供應鏈越長代表鞭子越長；隨著顧客的消費行為不斷改變，整條長鞭的變動幅度就越大，使廠商不易掌握。需要透過資訊透通提升供應鏈各廠商彼此的了解度，以快速回應市場需求、降低長鞭效應的影響。簡單來說長鞭效應就是指，在一供應系統當中，需求量的資訊，但凡經過上下游之資訊傳遞過後，最終端之需求變異逐級放大，進而使上游存貨堆積，使至長鞭效應的發生。

## 目标
供应链管理的目标是在满足客户需要的前提下，对整个供应链（从供货商，制造商，分销商到消费者）的各个环节进行综合管理，例如从采购、物料管理、生产、配送、营销到消费者的整个供应链的货物流、信息流和资金流，在支持核心业务增长的同时把物流与库存成本降到最小。
供应链管理就是指对整个供应链系统进行计划、协调、操作、控制和优化的各种活动和过程，其目标是要将顾客所需的正确的产品（Right Product）能够在正确的时间（Right Time）、按照正确的数量（Right Quantity）、正确的质量（Right Quality）和正确的状态（Right Status）送到正确的地点（Right Place），并使总成本達到最佳化。
全球供應鏈管理（Global Supply Chain Management）：以全球市場為範圍，將跨國公司所涉及的許多不同國家的運籌管理功能進行協調與合理化。透過有效的全球供應鏈管理，跨國公司可以節省成本和時間，並增加物料管理與實體運配上的可靠性。
一个公司采用供应链管理的最终目的有三个：
1. 提升客户的最大满意度（提高交货的可靠性和灵活性）
2. 降低公司的成本（降低库存，减少生产及分销的费用）
3. 企業整體「流程品質」最優化（錯誤成本去除、異常事件消弭）

## 特征
- 优化企业内的物流链并拓展至企业外部伙伴

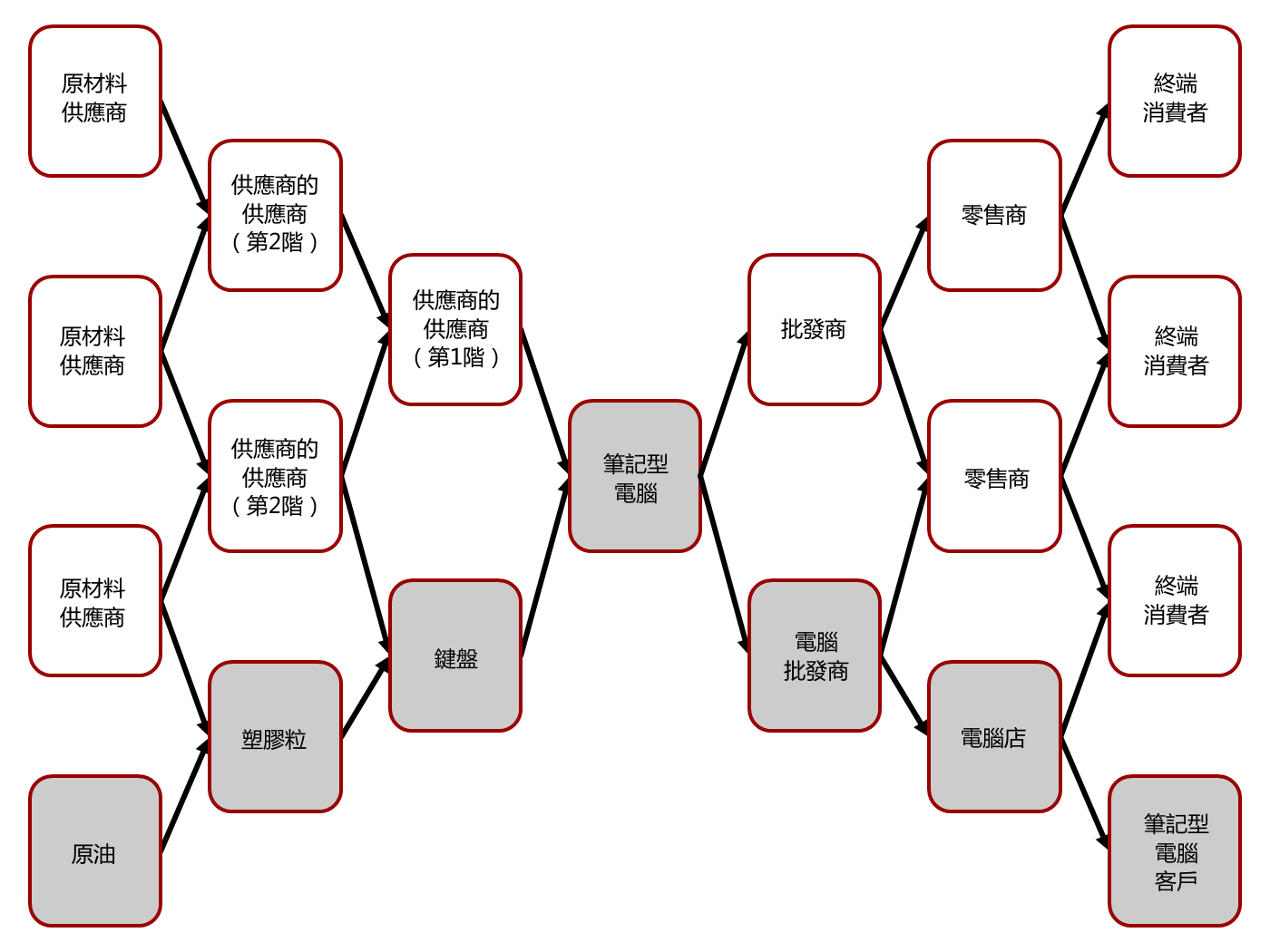
「供應鏈管理」管理複雜且多變的供應及需求網路。

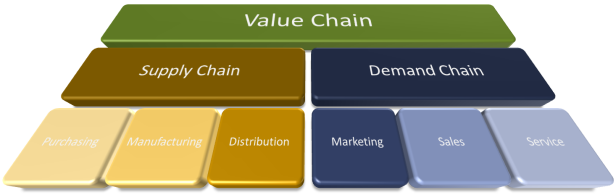
供應鏈在價值鏈的重要性

- 在需求波动的时候取得产品供应和服务提供的灵活性
- 提高价值链阶段的透明度

供應链管理的功能：
1. 提高產品品質和降低產品成本
2. 共同分攤資訊成本
3. 加速創新產品與發展新產品
4. 提高企業競爭優勢
5. 藉由資訊科技協助建立供應鏈管理系統，可獲得報表資訊格式標準化與訂貨驗貨作業效率化、消除不必要的倉儲作業、倉儲儲存空間能更有效利用、供應交貨作業及時反應顧客需求。

## 成功要素
早期：資訊系統建置
現今：企業對其競爭所需商業模式（business models）的充分瞭解

## 构成
供应链管理包含「供应链计划」和供应链的「执行与协同」两块。

## 供应链管理的模組、模式
- 需求计划 Demand planning（预测）
- 订单满足 Order promising（当一方保证向顾客交货时则必须考虑到所需时间和制约因素）
- 商业战略计划 Strategic network optimization（对何种市场的何种产品应以何种事业及何种营运服务之）（月度－年度）
- 供应商管理 Supplier Management（月度－年度）
- 库存管理 Inventory Management（日度－周度）
- 客户关系管理 Customer Relationship Management（日度－周度）
- 分销计划 Production and distribution planning（协调整个企业的实际生产和分配计划）（日度）
- 生产排程 Production scheduling（针对单一节点制定弹性生产日程）（以分钟计）
- 运输计划 Transportation planning（针对网络中的多个供应、制造、分销和仓储节点）
- 运输执行 Transportation execution（在批次的基础上制定长期计划，一般是通过所谓代理的集中组织）

等模块。

## 相关链接
- 物流
- 管理信息系统
- 电子商务
- LARGe 供应链管理
- 供應鏈安全